# Contea di Sanborn
La contea di Sanborn (in inglese Sanborn County) è una contea dello Stato del Dakota del Sud, negli Stati Uniti. La popolazione al censimento del 2000 era di 2 675 abitanti. Il capoluogo di contea è Woonsocket.